# São Pedro do Suaçuí
São Pedro do Suaçuí is een gemeente in de Braziliaanse deelstaat Minas Gerais. De gemeente telt 5.925 inwoners (schatting 2009).